# Ranchi
Ranchi este un oraș în India.

## Personalități născute aici
- Patrick Reid (1910 - 1990), inginer britanic, ofițer participant în al Doilea Război Mondial.